# Avenches
Avenches (hist. Wiflisburg, Wifflisburg) – miasto i gmina (commune) w zachodniej Szwajcarii, w kantonie Vaud, w okręgu (district) Broye-Vully. Leży nad jeziorem Murtensee. 1 lipca 2006 do miasta przyłączono gminę Donatyre, a 1 lipca 2011 gminę Oleyres.

## Demografia
W Avenches mieszka 4685 osób. W 2022 roku 38,1% populacji gminy stanowiły osoby urodzone poza Szwajcarią. 

## Transport
Przez teren miasta przebiegają autostrada A1 oraz drogi główne nr 1, nr 152, nr 153 i nr 157. 